# Chirotepica histrio
Chirotepica histrio är en insektsart som beskrevs av Sjöstedt 1936. Chirotepica histrio ingår i släktet Chirotepica och familjen gräshoppor. Inga underarter finns listade i Catalogue of Life.